# Loch Hakon

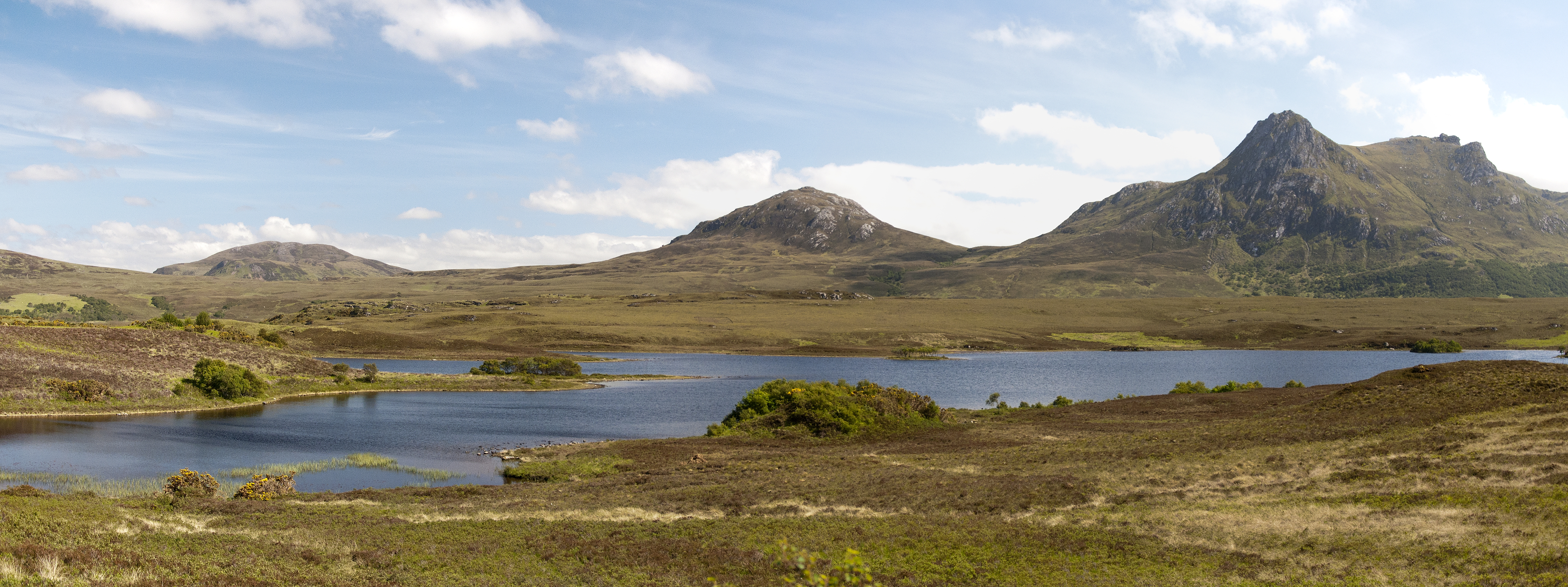
Loch Hakon vanaf het westen met rechts de noordelijke uitloper van Ben Loyal

Loch Hakon is een klein loch, een paar km ten zuiden van Tongue in Sutherland, Schotland. Het loch biedt uitzicht op Ben Loyal en Ben Hope.

## Loch Hakon en de Jacobieten
Op 24 maart 1746 was Tongue en omgeving de scène van een confrontatie tussen de Jacobieten onder leiding van Bonnie Prince Charlie en de Engelse koning Willem III van Oranje. De Jacobieten zich trokken terug richting Inverness, terwijl het tekort aan voeding en geld zich deed gevoelen. Hun verzoeken om steun bij de Franse koning leidde ertoe dat hij een brik, Le Hazard, stuurde met £ 13 600 aan goudstukken aan boord, die vertrok uit Le Havre. Achttien jonge officieren en 42 soldaten reisden mee om het goud te bewaken. Le Hazard werd opgemerkt door een eskader van de Royal Navy en het fregat Sheerness zette de achtervolging in.
De Jacobieten, in een poging om te ontsnappen zeilden naar het ondiepe Kyle of Tongue in de hoop dat Sheerness met zijn grotere diepgang niet zou kunnen volgen. Ze liepen zelf op een zandbank en er werden urenlang kanonschoten gewisseld tussen beide schepen. Sheerness liep op zijn beurt aan de grond door laagtij en de Jacobieten zagen zo hun kans, terwijl de nacht was ingevallen, om het geld via het land naar Inverness te brengen. Ze gingen aan land te Ard Skinid, een kleine landtong, ongeveer 2 km ten noordoosten van het plaatsje Midtown op de westelijke oever van Tongue Bay. Ze werden verwelkomd door William Mackay die in Melness House woonde, ten zuidwesten van Ard Skinid. William Mackay was een van de weinigen van zijn clan die de zaak van de Jacobieten genegen was. Hij stuurde zijn zoon mee als gids.
Ze werden geschaduwd door een patrouille, 320 man sterk, van de clan Mackay, bondgenoten van de Engelse koning. De Jacobieten zagen geen kans om te ontkomen en wilden het goud in Loch Hakon gooien maar ze werden overmeesterd door de Mackays. Het grootste deel van het goud werd in beslag genomen. De gevangenen werden afgevoerd naar Tongue House, het huis van de clanchef van de Mackays. De chef van de Jacobieten liet in een bericht aan Parijs weten dat ze goed werden behandeld.
In 1840 vond men nog een of twee goudstukken terug bij het kleine zandstrand van het loch.
Het verlies van de 13 600 £ was een van de factoren die leidden tot de nederlaag van de Jacobieten, tijdens de slag bij Culloden, drie weken later.

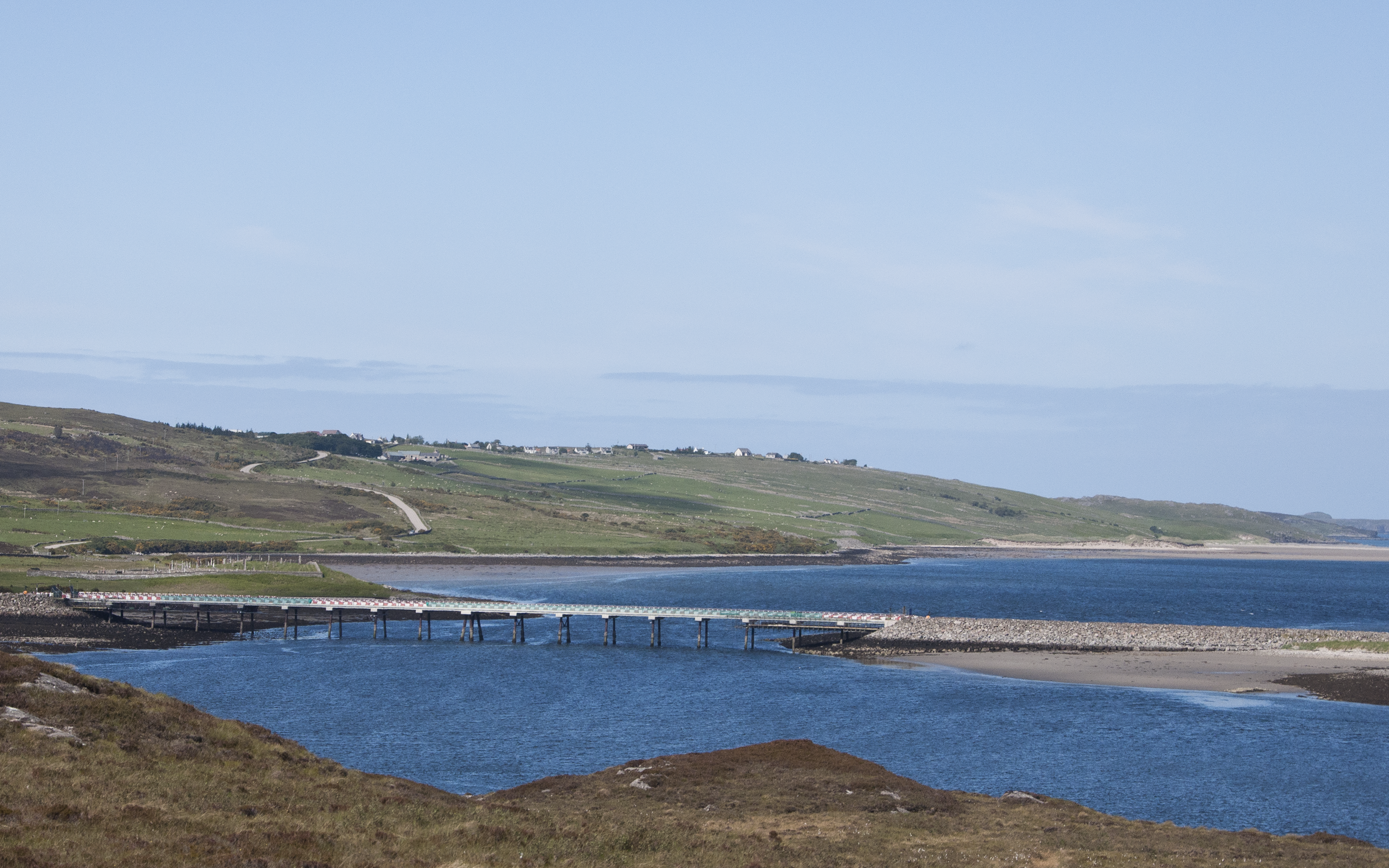
Midtown op de westelijke oever van Tongue Bay met Melness House verborgen in het kleine bos en uiterst rechts Ard Skinid